# أرتي فروشان
أرتيماس بولور فروشان (بالإنجليزية: Artemas Bolour-Froushan؛ مواليد 16 أبريل 1993) هو مُمثل إنجليزي.

## وصلات خارجية
- أرتي فروشان على موقع IMDb (الإنجليزية)
- أرتي فروشان على موقع قاعدة بيانات الفيلم (الإنجليزية)